# Vathy (Egina)
Vathy (Grieks: Βαθύ) is een plaatsje op het eiland Egina in de Golf van Egina tussen Athene en het vasteland van de Peloponnesos.
In 2011 had de plaats ongeveer 1500 inwoners. Het plaatsje ligt aan de noordzijde van het eiland.